# Michel Hazanavicius
Michel Hazanavicius (Parigi, 29 marzo 1967) è un regista, sceneggiatore e produttore cinematografico francese.

## Biografia
Hazanavicius nasce a Parigi il 29 marzo 1967 in una famiglia ebraica ashkenazita di'origini lituane e polacche. Inizia la sua carriera lavorando per la televisione, nel 1988 lavora per il canale televisivo Canal+, e successivamente approda alla pubblicità, dirigendo spot pubblicitari per aziende come Reebok e Bouygues Télécom. Nel 1993 dirige il suo primo lungometraggio, La Classe américaine, un film per la televisione co-diretto con Dominique Mézerette e composto interamente da riprese tratte da vari film prodotti dalla Warner Bros., ri-montato e doppiato in francese.
Dopo aver diretto, nel 1997, il cortometraggio, Échec au capitale, dirige Mes amis, interpretato dal fratello, l'attore Serge Hazanavicius. Nel 2004 ha collaborato alla sceneggiatura del film Les Dalton, adattamento cinematografico del fumetto Lucky Luke, concentrato principalmente sui personaggi dei quattro fratelli Dalton. Dopo sette anni torna dietro la macchina da presa e nel 2006 scrive e dirige il suo secondo lungometraggio, Agente speciale 117 al servizio della Repubblica - Missione Cairo, una parodia dei film di spionaggio degli anni sessanta e in particolar modo dell'agente OS 117, un popolare personaggio creato da Jean Bruce nel 1949. Nel 2009 ne dirige un sequel, Agente speciale 117 al servizio della Repubblica - Missione Rio.
Nel 2011 dirige The Artist, un film muto e in bianco e nero che si svolge a Hollywood alla vigilia del "sonoro", presentato in concorso al Festival di Cannes 2011 e vincitore di numerosi premi internazionali, tra cui il Directors Guild of America Award. Nel 2012 il film gli vale il premio come miglior regista ai BAFTA 2012 e il premio César come miglior regista francese, oltre che il Premio Oscar agli Academy Awards come miglior regista.

### Vita privata
Hazanavicius è sposato con l'attrice Bérénice Bejo, che ha diretto in diversi suoi film. Hanno due figli Lucien (25 giugno 2008) e Gloria (18 settembre 2011).

## Filmografia

### Regista

#### Cinema
- Échec au capital - cortometraggio (1997)
- Gli infedeli (Les Infidèles), co-regia collettiva (2012) - (segmento "La bonne conscience")

#### Televisione
- C'est pas le 20 heures - serie TV (1995)

### Regista e sceneggiatore

#### Cinema
- Mes amis (1999)
- Agente speciale 117 al servizio della Repubblica - Missione Cairo (OSS 117: Le Caire, nid d'espions) (2006)
- Agente speciale 117 al servizio della Repubblica - Missione Rio (OSS 117: Rio ne répond plus) (2009)
- The Artist (2011)
- The Search (2014)
- Il mio Godard (Le Redoutable) (2017)
- Il principe dimenticato (Le Prince oublié) (2020)
- Cut! Zombi contro zombi (Coupez!) (2022)
- Il dono più prezioso (La Plus Précieuse des marchandises) (2024)

#### Televisione
- Ca détourne, co-regia di Daniel Lambert e Dominique Mézerette - film TV (1992)
- La Classe américaine, co-regia di Dominique Mézerette - film TV (1993)

### Sceneggiatore

#### Cinema
- Le Clone, regia di Fabio Conversi (1998)
- Les Dalton, regia di Philippe Haïm (2004)

#### Televisione
- Eric ké Ramzy, regia di Virginie Lovisone - film TV (2005)

### Sceneggiatore e attore

#### Cinema
- Delphine 1, Yvan 0, regia di Dominique Farrugia (1996)

### Attore

#### Cinema
- Quattro delitti in allegria (La Cité de la peur), regia di Alain Berbérian (1994)
- Didier, regia di Alain Chabat (1997)
- Mia moglie è un'attrice (Ma femme est une actrice), regia di Yvan Attal (2001)
- Jacky nel reame delle donne (Jacky au royaume des filles), regia di Riad Sattouf (2014)
- Réalité, regia di Quentin Dupieux (2014)
- Au poste!, regia di Quentin Dupieux (2018)

#### Televisione
- Platane - serie TV, episodi 2x11 (2013)